# Chodanthus montecillensis
Espèce
Synonymes
- Chodanthus montecillense Ant.Molina[2]

Statut de conservation UICN

 CR C2a : 
En danger critique
Chodanthus montecillensis est une espèce de plantes à fleurs de la famille des Bignoniaceae.
Selon Plants of the World Online, c'est un synonyme de Mansoa montecillensis. Selon ce site, c'est une liane originaire du Honduras, où elle pousse en milieu tropical humide.

## Publication originale
- Ceiba 18(1–2): 105. 1974.